# 大安达曼语系
大安达曼语系是一个近乎灭绝的语系，曾由安达曼群岛上的大安达曼人使用。

## 历史
安达曼原住民已经在这些岛屿上生活上万年了。他们的存在早已因南亚和东南亚地区的贸易船队和一些政权对海洋的探索而被外界得知，但外界和他们的直接交流鲜有发生且通常带有敌意。因此直到十八世纪中叶，尚未有任何关于他们语言的记载。到18世纪末，英国人第一次在安达曼群岛上建立殖民地时，大安达曼岛及周边岛屿上生活着约5千名大安达曼人，包含10个不同的部落，其语言多相而近缘。从1860年代开始，随着安达曼群岛上英国流放地的建立，以及后来印度次大陆移民和包身工的到来，安达曼原住民，尤其是大安达曼族群，开始受到来自外界的持续影响。这与大安达曼人因外界疾病大规模死亡有关，1961年大安达曼人仅剩约19人。
自那以来，他们的人数有所回升，到2010年有52人。但到1994年已没有能说北部方言的人，幸存下来的部落间的差别实际上也已因为通婚和移民不存在了。到了二十世纪初，尽管当时仍有普查将各个安达曼族群区细分为不同的类别，各部落间的隔阂已随着整体安达曼人口的大量减少而逐渐消除，大安达曼语言的多样性也因此受到了极大打击。另一方面，大量衰减之后的剩余人口在不同部落之间乃至与外来的缅甸克伦族与印度裔移民的通婚行为，也又再对族群内的语言多样性造成了更进一步的威胁。印地语为主要语言。
到了二十世纪后期，大安达曼诸语言之中的绝大多数皆已消亡。
在二十一世纪初，大安达曼族群已经只剩下约五十人左右了，他们被安置在一个名为 “海峡一号（Strait I.）” 的小岛上；他们中大约一半人说的语言是一种已被一定程度地改变，甚至已经被克里奥尔语化的阿卡-杰鲁语。这种经变化的语言被一些学者称作现代大安达曼语、，或简称为 “Jero” 或“大安达曼语”。印地语则逐渐称为他们的主要语言，甚至一半人只会说印地语了。
最后一名能记得部分阿卡-克拉语的人Boro Sr于2009年11月去世。
阿卡-杰鲁语最后一名半流利使用者Nao Jr.也于2009年去世。这之后，大安达曼语言已经不再有母语者了。
最后一名能记得部分阿卡-博语的人于2010年去世，享年85岁。最后一名能记得部分阿卡-卡利语的女性名叫Licho，于2020年4月布莱尔港Shadipur死于慢性结核病。
截至2020年出版的报告，尚存三名半克里奥尔语使用者，他们将这种半克里奥尔语称作杰鲁。

## 语法
大安达曼语系语言都是黏着语，有着丰富的前后缀系统。还有主要基于身体部位的名词类别系统，每个名词和形容词都能据其与哪个身体部位有关加前缀（基于形状或功能）。例如语言前面加的*aka-就是与舌头有关的前缀。以阿卡-比语yop“软”为例，形容词如下：
- 坐垫或海绵ot-yop“圆而软”，前缀与头或心有关。
- 手杖ôto-yop“柔软”，前缀与长的物体有关。
- 棍或铅笔aka-yop“尖锐”，前缀与舌头有关。
- 落叶树ar-yop“腐烂”，前缀与躯干有关。

相似地，beri-nga“好”：
- un-bēri-ŋa“聪明”(手-好)
- ig-bēri-ŋa“精明”(眼-好)
- aka-bēri-ŋa“能言善辩”(舌-好)
- ot-bēri-ŋa“善良”(头/心-好)

前缀：
|             | Bea     | Balawa? | Bajigyâs? | Juwoi | Kol  |
| ----------- | ------- | ------- | --------- | ----- | ---- |
| 头/心       | ot-     | ôt-     | ote-      | ôto-  | ôto- |
| 手/足       | ong-    | ong-    | ong-      | ôn-   | ôn-  |
| 口/舌       | âkà-    | aka-    | o-        | ókô-  | o-   |
| 躯干        | ab-     | ab-     | ab-       | a-    | o-   |
| 眼/脸/臂/乳 | i-, ig- | id-     | ir-       | re-   | er-  |
| 背/腿/臀    | ar-     | ar-     | ar-       | ra-   | a-   |
| 腰          | ôto-    |         |           |       |      |

Abbi (2013: 80)列出大安达曼语系如下身体部位前缀。
| 类 | 人体部位            | 前缀    |
| -- | ------------------- | ------- |
| 1  | 口及其语义延伸      | a=      |
| 2  | 主要的外部身体部位  | ɛr=     |
| 3  | 身体末端            | oŋ=     |
| 4  | 身体产物及整-部关系 | ut=     |
| 5  | 内脏                | e=      |
| 6  | 圆形部位或性器官    | ara=    |
| 7  | 腿及其相关          | o= ~ ɔ= |

身体部位是不可让渡的领属，需要一个领属形容接头辞来补完，所以没法单说“头”，只能说“我的头”等。
基础代词几乎都相同，阿卡-比语为例：
| 我（的）       | d- | 我们（的）       | m- |
| 你（的）       | ŋ- | 你们（的）       | ŋ- |
| 他/她/它（的） | a  | 他/她/它们（的） | l- |

“这”“那”分别是k-和t-。
由可信文献判断，安达曼语言只有一和二2个基数词。

### 音系
下面是现代大安达曼语系(PGA)音系：
|          | 前元音 | 后元音 |
| -------- | ------ | ------ |
| 闭元音   | i      | u      |
| 半闭元音 | e      | o      |
| 半开元音 | ɛ      | ɔ      |
| 开元音   |        | ɑ      |

|      |      | 唇音 | 唇音 | 唇齿音 | 齿音 | 齿音 | 齿龈音 | 卷舌音 | 卷舌音 | 硬颚音 | 硬颚音 | 软腭音 |
| ---- | ---- | ---- | ---- | ------ | ---- | ---- | ------ | ------ | ------ | ------ | ------ | ------ |
| 塞音 | 普通 | p    | b    |        | t    | d    |        | ʈ      | ɖ      | c      | ɟ      | k      |
| 塞音 | 送气 | pʰ   | pʰ   |        | tʰ   | tʰ   |        | ʈʰ     | ʈʰ     | cʰ     | cʰ     | kʰ     |
| 鼻音 | 鼻音 | m    | m    |        |      |      | n      |        |        | ɲ      | ɲ      | ŋ      |
| R音  | R音  |      |      |        |      |      | ɾ~r    | (ɽ)    | (ɽ)    |        |        |        |
| 擦音 | 擦音 | (ɸ)  | (β)  | (f)    |      |      | s      |        |        | ʃ      | ʃ      | (x)    |
| 边音 | 边音 | (lʷ) | (lʷ) |        |      |      | l      |        |        | (ʎ)    | (ʎ)    |        |
| 边音 | 边音 | w    | w    |        |      |      |        |        |        | j      | j      |        |

注意有些音在不同使用者口中也不同，可能因为印地语的影响。老年使用者发音不稳定的现象比年轻人更多。老年使用者更多地将辅音/pʰ, kʰ, l/分别读作/ɸ~f~β, x, lʷ/。边音/l/也可以是/ʎ/。唇齿近音/w/等音只出现在词中或词尾。/ɽ, β/可作为/r, b/的变体。

## 系属分类
安达曼群岛的语言可被分为两支，即大安达曼语系和翁甘语系，以及一个分类未定的桑提内尔语。一般认为它们有亲缘关系，但大安达曼语和翁甘语的相似性主要是基于形态和词法，共享的词汇很少。因此，即便是格林伯格这样的大尺度关系研究者也不赞同将所有安达曼语言划在一起。Abbi (2008)认为幸存的大安达曼语言应被视为孤立语言。大安达曼语系语言有：
- 大安达曼语系
  - 南
    - 阿卡-比语†

- -     - 阿卡尔-巴勒语†

- - 中
    - 阿卡-科德语(†)
    - 阿卡-科尔语†

- -     - 奥科-朱沃语†

- -     - 阿-普吉瓦尔语†

- - 北

- -     - 阿卡-卡利语†
    - 阿卡-克拉语†
    - 阿卡-杰鲁语
    - 阿卡-博语†

格林伯格假设大安达曼语系与西巴布亚语系有关，且都属于一个更大的所谓印度-太平洋语系，但这不被其他语言学家接受。史蒂芬·沃姆认为大安达曼语系、西巴布亚语系和帝汶的特定语言间的词汇相似性“相当地引人注目，近乎同形[...]例子也不算少”，但认为是底层的影响，而不是语言间直接的联系。
名称与使用人数如下：
1901普查
Aka-Cari: 39
Aka-Cora: 96
Aka-Bo: 48
Aka-Jeru: 218
Aka-Kede: 59
Aka-Koi: 11
Oka-Juwoi: 48
Aka-Pucikwar: 50
Aka-Bale: 19
Aka-Bea: 37
1994普查
Aka-Jeru: 19
Aka-Bo: 15
Aka-Kari: 2
('local': 4)

## 书目
- Yadav, Yogendra. 1985. "Great Andamanese: a preliminary study." Pacific Linguistics, Series A, No. 67: 185-214. Canberra: The Australian National University.
- Abbi, Anvita. 2011. Dictionary of the Great Andamanese language. Port Blair: Ratna Sagar.
- Abbi, Anvita. 2013. A Grammar of the Great Andamanese Language. Brill's Studies in South and Southwest Asian Languages, Volume 4.